# 터처블 뮤직 시트
터처블 뮤직 시트(영어: Touchable Music Seat)는 진동 체감 스피커가 장착된 자동차 시트이다. 뮤직 시트에 탑재된 스피커가 음악소리의 전기신호를 진동으로 바꿔서 탑승자에게 전달한다. 낮은 음역대는 강한 진동으로 등 쪽에, 높은 음역대는 약한 떨림으로 허벅지에 전달한다.

## 현황
2013년 5월, 현대자동차와 서강대학교 영상대학원이 청각장애인들을 위해 쏘나타 터처블 뮤직 시트를 특수 제작했다. 그리도 뮤직 시트가 구비된 멀티미디어관을 만들어주는 '쏘나타 더 브릴리언트 사운드 프로젝트’를 실시했다. 이를 통해 10개의 농아학교에 뮤직시트를 이용할 수 있게 되었다. 소리바다와 협력하여 이 학교 학생들에게 소리바다 사이트의 실시간 스트리밍 서비스를 무제한으로 사용할 수 있는 ID를 제공했다. 뿐만 아니라, 음악과 관련된 기초 상식부터 음악 감상 및 악기 연주 등 교육 콘텐츠를 제공하는 사이트인 ‘소리 에듀’ 이용권을 농아학교 교사들이 교육을 진행할 수 있도록 제공했다.

## 같이 보기
- 청각장애
- 진동
- 현대 쏘나타